# Olympia (Manet)
Olympia é uma pintura realista de Édouard Manet. Foi pintada em 1863, mede 130,5 por 190 centímetros e está no Museu d'Orsay em Paris. Foi selecionada para o Salon de Paris em 1865 e lá exibida.
O quadro mostra uma mulher nua ("Olympia") deitada em uma cama, enquanto uma serva lhe traz flores. Foram modelos Victorine Meurent e Laure. O olhar direto de Olympia causou choque e espanto quando a pintura foi exibida pela primeira vez, porque um certo número de detalhes na pintura a identificavam como uma prostituta. O governo francês adquiriu a pintura em 1890 após uma subscrição pública organizada por Claude Monet. 

## Conteúdo
O que chocou o público contemporâneo não foi a nudez de Olympia, nem a presença de sua empregada totalmente vestida, mas o seu olhar de confrontação e uma série de detalhes identificando-a como uma semi-mundana ou prostituta. Estes incluem a orquídea em seus cabelos, sua pulseira, brincos de pérola e o xaile oriental em que ela repousa, símbolos de riqueza e sensualidade. A fita preta em volta do pescoço, em contraste com sua carne pálida, e seu chinelo solto sublinham a atmosfera voluptuosa. "Olympia" era um nome associado a prostitutas na década de 1860 em Paris.

## Precedentes
A pintura foi inspirada na Vênus de Urbino de Ticiano, que por sua vez tem referência na obra Vênus Adormecida de Giorgione. Também há a referência, embora menos evidente, da obra de Goya, A Maja Nua.
Há  também precedentes pictóricos para uma mulher nua, atendida por um servo negro, como Odalisca  com um Escravo, de Ingres, Esther  com Odalisca de Léon Benouville e Odalisque de Charles Jalabert. Também se compara com o quadro de Ingres 'Grande Odalisque". Mas ao contrário de outros artistas, Manet não descreveu uma deusa ou uma odalisca, mas uma prostituta de classe alta à espera de um cliente.

## Recepção crítica
Embora Almoço sobre a Relva de Manet tenha provocado controvérsia em 1863, sua Olympia gerou protestos ainda maiores quando foi exibida no 'Salon de Paris' em 1865. Os conservadores rechaçaram a obra classificando-a como "imoral" e "vulgar". O jornalista Antonin Proust comentou posteriormente que "o quadro de Olympia só não foi destruído devido às precauções tomadas pela curadoria". Contudo, a obra tinha seus defensores. Émile Zola logo proclamou-a a "obra-prima" de Manet, e acrescentou, "Quando outros artistas corrigem a natureza pintando Vênus eles mentem. Manet perguntou a si mesmo porque deveria mentir. Por que não dizer a verdade?"

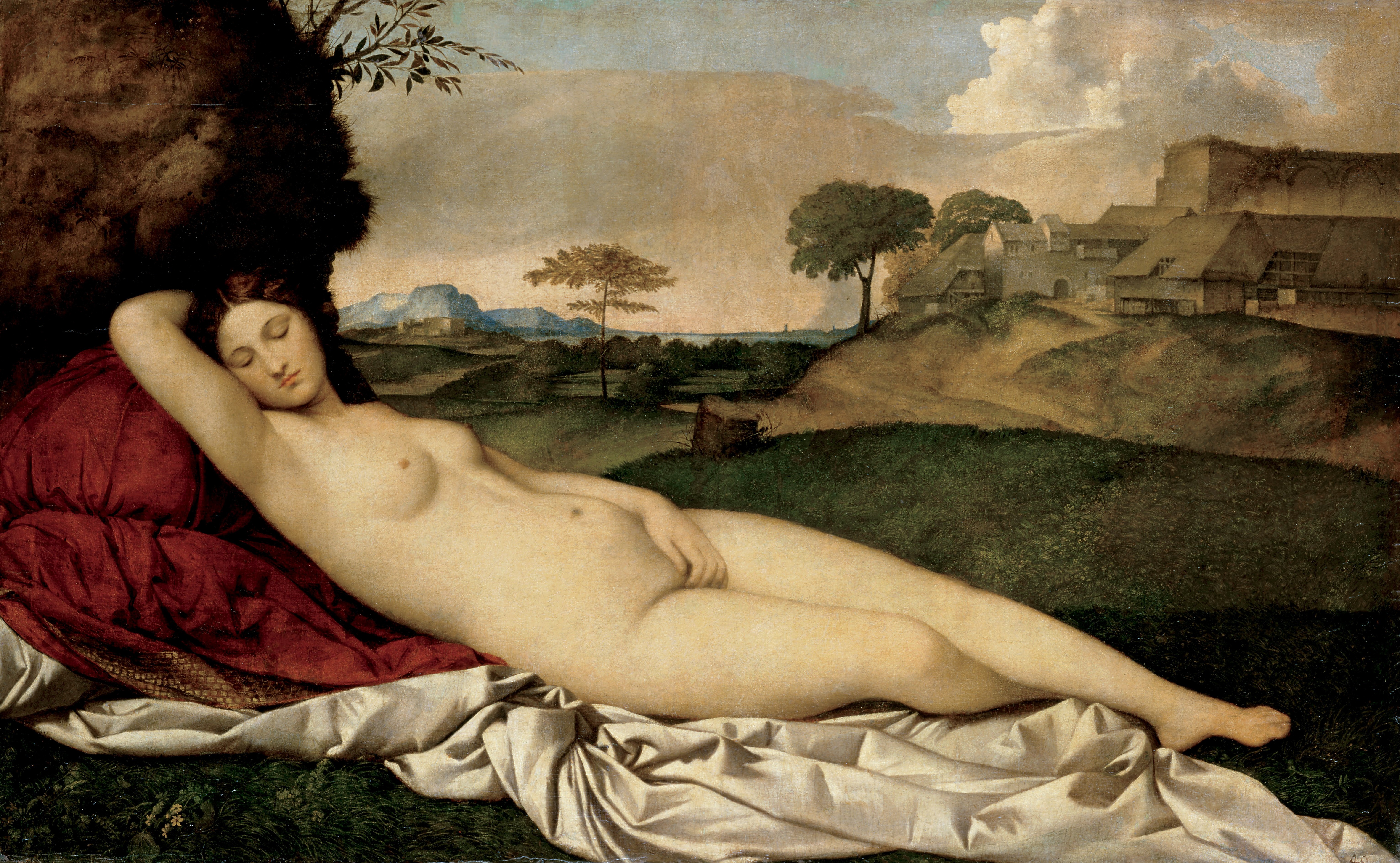
Giorgione: Vênus adormecida, c. 1510
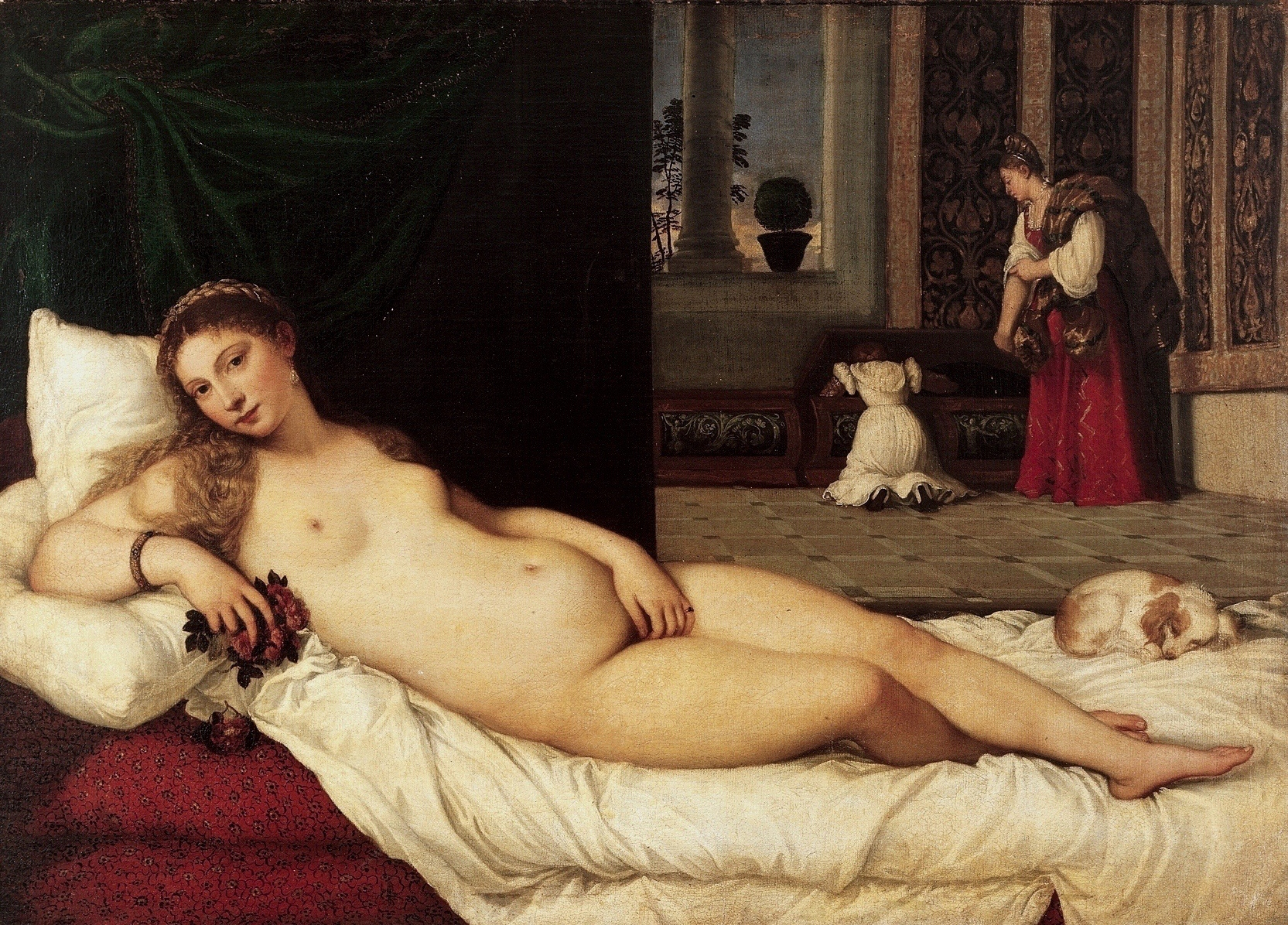
Ticiano:Vênus de Urbino, 1538